# УР-07
УР-07 «Пересортировка» (укр. «Пересортування», виріб 510) — російська установка дистанційного розмінування. Призначена для виконання проходів в протитанкових мінних полях вибуховим способом в ході бойових дій військ. Розроблено в конструкторському бюро Рубцовського машинобудівного заводу.

## Опис конструкції
Установка розмінування УР-07М призначена для виконання проходів у мінних полях . Розмінування може проводитися як із землі, так і з плава. Для пророблення проходів у машині встановлено пускову установку із зарядами розмінування УЗП-06 або УЗП-06Д та механізмом відчіплення гальмівного каната. Дальність подачі зарядів УЗП-06 становить 340 метрів, а УЗП-06Д — 1 км. Маса відповідно 2,85 т і 1,35 т. Крім того, до складу обладнання машини входить кранове обладнання та підйомний механізм пускової установки. Шасі обладнано приладами спостереження за місцевістю, а також засобами зв'язку, гасіння пожеж, опалення та кондиціювання повітря. Для маскування машини на полі бою на корпусі встановлено систему постановки димових завіс 902В «Туча», що складається з 6 гранатометів калібру 81-мм для стрільби димовими гранатами.
Все обладнання машини розміщується на базі 6-ти каткового гусеничного шасі. Шасі є модифікацією шасі бойової машини піхоти БМП-3. Однак на відміну від базового варіанта виконано зі сталевої конструкції замість алюмінію, що дозволило знизити вартість машини та збільшити ремонтопридатність, за збереження рухливості, прохідності, захищеності та інших характеристик базового виробу.

## Склад машини[1]
- Базова машина (виріб 510 на вузлах і агрегатах БМП-3);
- Озброєння;
- Спеціальне пускове обладнання;
- Додаткове обладнання.

## Серійне виробництво
Станом на 2009 рік, державне оборонне замовлення росії передбачало постачання як мінімум однієї установки розмінування УР-07М.

## Модифікації
- УР-07 — базовий варіант
- УР-07М — модифікована версія